# Браун, Мерси

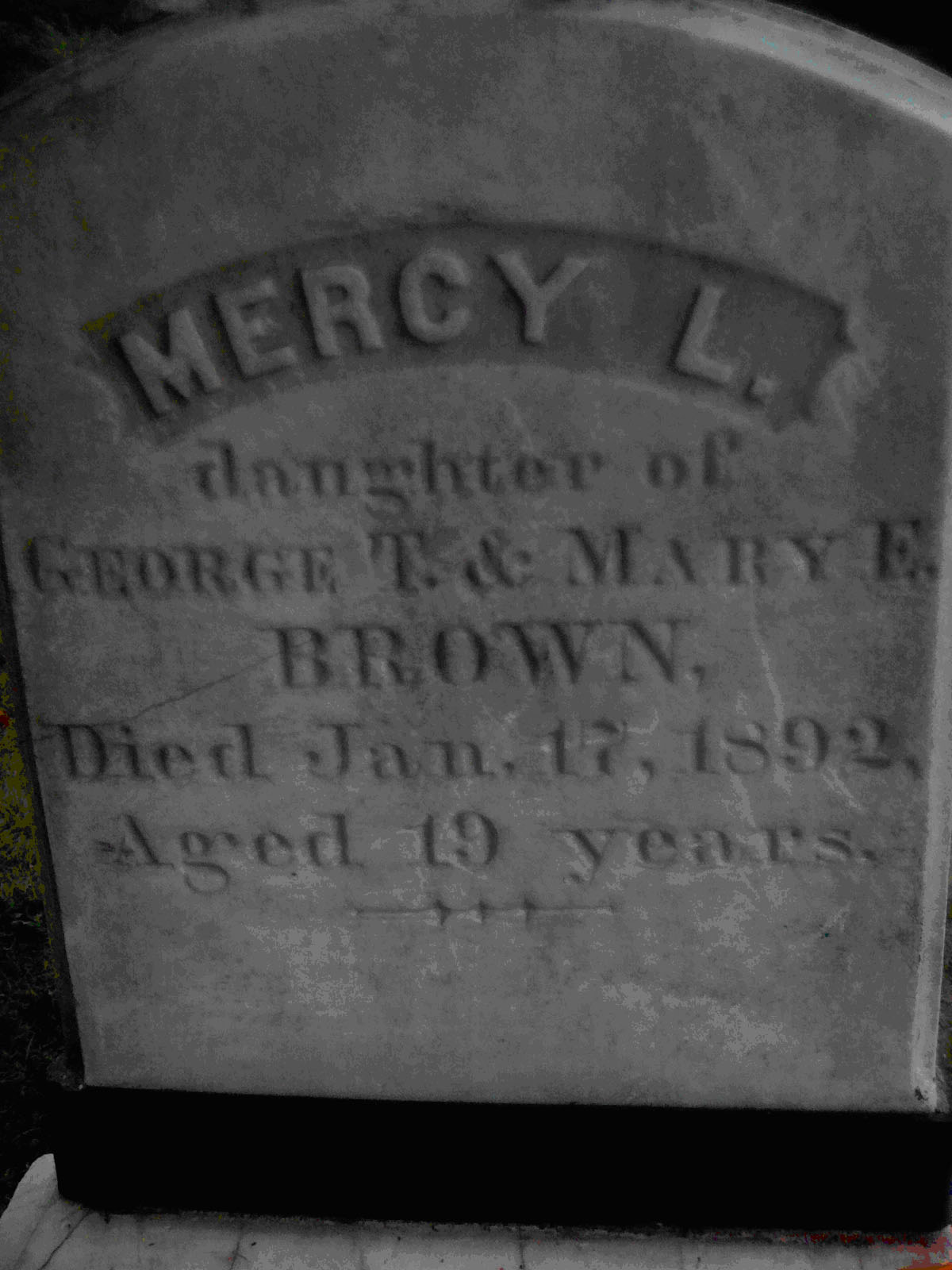
Надгробие Мерси Браун.

Мерси Браун — жительница Род-Айленда, чей труп был эксгумирован в 1892 году с целью выполнения ритуала, призванного изгнать вампирскую нежить. Этот случай вошёл в фольклор США и оставил след в художественной литературе.

## История
В последние два десятилетия XIX века в американском городе Эксетер члены семьи Джорджа и Марии Браун последовательно заболели туберкулёзом лёгких.
Мать, Мария, была первым членом семьи, умершим от болезни, а затем, в 1888 году, умерла их старшая дочь, Мария Оливия. Два года спустя, в 1890 году, заболел их сын Эдвин.
В 1891 году ещё одна дочь, Мерси, заразилась этой болезнью и умерла 17 января 1892 года в возрасте 19 лет. Она была похоронена на кладбище в баптистской церкви в городе Эксетер.
Друзья и соседи семьи считали, что один из умерших членов семьи был вампиром (хотя они и не использовали это слово) и вызвал болезнь Эдвина. Такое предположение было сделано в соответствии с тенденциями фольклора связывать нескольких смертей в одной семье с деятельностью нежити. Туберкулёз был в то время плохо понимаемой в глухой провинции болезнью и предметом многочисленных суеверий.
Джорджа Брауна убедили провести эксгумацию тел умерших родственников, что он сделал с помощью нескольких жителей 17 марта 1892 года. Несмотря на то, что тела Марии и Марии Оливии претерпели значительное разложение в прошедшие годы, совсем недавно похороненное тело Мерси было ещё относительно неизменным, а в сердце была кровь. Это было воспринято как знак того, что молодая женщина является нежитью и причиной состояния молодого Эдвина. Холодная погода Новой Англии, делающая почвы слабо проницаемыми, по сути, гарантировала, что тело Мерси находилось в условиях, подобных морозильной камере, в надземном склепе в течение менее чем двух месяцев.
Сердце Мерси было вырезано из её тела, сожжено, а прах смешан с водой и отдан больному Эдвину, чтобы тот выпил получившуюся жидкость. Он умер менее чем два месяца спустя, 2 мая того же года.
Информация о произошедшей эксгумации и сожжении сердца была опубликована в местных газетах, в том числе в The Providence Journal, что вызвало большой общественный резонанс, множество критики и споров.
16 августа 1996 года надгробие с могилы Мерси Браун было украдено, но возвращено обратно через пять дней.

## В литературе
- Рассказ Кэтлин Ребекки Кирнан «So Runs the World Away» содержит явные отсылки к данной истории.
- Г. Ф. Лавкрафт упоминает инцидент с Мерси Браун в рассказе «Заброшенный дом»[8][9].
- Запись об этом случае была найдена в бумагах Брэма Стокера; видимо, он держал его в уме при написании романа «Дракула» (где на Мерси основана фигура Люси).
- История Мерси Браун была беллетризована в молодёжном романе «Mercy: The Last New England Vampire» Сары Л. Томсон.